# Vice-versa (film, 2015)
Pour les articles homonymes, voir Vice versa et Inside Out.
Série Classiques d’animation Pixar
Monstres Academy
(2013) Le Voyage d'Arlo
(2015)
Série Vice-versa
Vice-versa 2
(2024)
Pour plus de détails, voir Fiche technique et Distribution.
Vice-versa (Inside Out), ou Sens dessus dessous au Québec, est le 133e long métrage d'animation des studios Disney et le 15e long métrage de Pixar. Réalisé en images de synthèse par Pete Docter et co-réalisé par Ronnie Del Carmen, il est sorti en 2015. Il remporte en 2016 l'Oscar du meilleur film d'animation. Le film est tiré d'une histoire originale de Ronnie del Carmen et de Pete Docter, le scénario ayant été créé par le réalisateur, Meg LeFauve et par Josh Cooley (qui est également directeur d’écriture sur ce film).
La théorie des émotions du psychologue Paul Ekman a inspiré les personnages du film.

## Synopsis
Riley naît dans le Minnesota. Dans son Quartier cérébral, le centre de contrôle de son esprit, cinq allégories de ses émotions de base — Joie, Tristesse, Peur, Dégoût et Colère — prennent vie. Alors qu'elle grandit, ses expériences deviennent des souvenirs, collectés dans des orbes de différentes couleurs, selon l'émotion principale du souvenir (jaunes pour Joie, bleues pour Tristesse, violettes pour Peur, vertes pour Dégoût et rouges pour Colère), qui sont envoyées dans la mémoire à long terme chaque nuit. Ses cinq souvenirs essentiels, gardés à l'écart des autres, sont tous jaunes et donc heureux. Chacun représente un de ses traits essentiels de personnalité — la Bêtise, la Famille, l'Honnêteté, la Passion du hockey et l'Amitié —, également représentés sous forme d'îles. Joie dirige le quartier cérébral, et comme elle et les autres émotions ne comprennent pas le rôle de Tristesse, ils l'éloignent de la table de contrôle.
À l'âge de 11 ans, Riley et ses parents déménagent à San Francisco à cause du travail de son père. Riley est peu enjouée face à tout cela : leur nouvelle maison est délabrée et ancienne, la seule pizzeria du coin ne fait que des pizzas au brocoli, son père est stressé à cause du travail, et les camions de déménagement avec leurs affaires sont bloqués au Texas et n'arriveront pas avant des semaines. Quand Tristesse commence à toucher les souvenirs heureux de Riley, les rendant alors tristes, Joie essaie de les garder saufs en isolant Tristesse. Lors du premier jour d'école de Riley, Tristesse fait que Riley commence à pleurer devant toute sa classe, créant un souvenir principal triste. Joie, paniquée, tente de s'en débarrasser, mais finit par se battre avec Tristesse et libère les autres souvenirs essentiels, ce qui déconnecte les îles. Joie, Tristesse et les souvenirs essentiels sont aspirés hors du Quartier cérébral et sont emmenés dans la mémoire à long terme, un immense labyrinthe.
Colère, Peur et Dégoût essaient en vain de garder Riley heureuse malgré l'absence de Joie, ce qui la distance de ses parents, de ses amis et de ses passions. Les îles commencent à se craqueler et à tomber dans les Oubliettes, une zone abyssale où les souvenirs sont oubliés. Colère finit par insérer une idée dans la table de contrôle, ce qui pousse Riley à fuguer pour le Minnesota, pensant que cela pourra lui créer de nouveaux souvenirs essentiels.
Alors qu'elles voyagent dans la mémoire à long terme, Joie et Tristesse rencontrent Bing Bong, l'ami imaginaire d'enfance de Riley, qui suggère de prendre le Train de la Pensée pour retourner au Quartier cérébral. Alors qu'ils sont en route, Bing Bong, le cœur brisé, regarde le chariot arc-en-ciel, ainsi que d'autres anciens objets d'enfance, être jetés dans les Oubliettes. Ils prennent le train, qui s'arrête lorsque Riley se met à dormir. Joie, Tristesse et Bing Bong parviennent à le faire repartir en semant la pagaille dans la production des rêves pour réveiller Riley, mais le train finit par dérailler quand l'île de l'Honnêteté tombe après le vol de la carte de crédit de sa mère par Riley. Joie abandonne Tristesse et essaie de prendre un tube pour retourner au Quartier cérébral, mais le tube s'écroule et plonge Joie et Bing Bong dans les Oubliettes.
Au fond de ce trou, Joie commence à perdre espoir et se met à pleurer, puis trouve un souvenir d'un match de hockey sur glace, qui était triste mais qui est devenu joyeux quand les amis et les parents de Riley sont venus la réconforter. Joie comprend enfin le but de l'existence de Tristesse : elle crée de l'empathie afin que les gens viennent vers Riley quand elle est dépassée par ses émotions ou quand elle a besoin d'aide. Ainsi, en empêchant Riley d'être triste, Joie l'empêchait également de vivre la vraie joie. Joie et Bing Bong essaient alors de s'échapper des Oubliettes avec le chariot arc-en-ciel. Après deux essais infructueux, Bing Bong, qui commençait déjà à s'effacer, saute du chariot pour permettre à Joie de s'échapper, et est oublié.
Joie retrouve Tristesse, découragée, et toutes deux se dirigent vers le Quartier cérébral, pour découvrir que l'idée de Colère a désactivé la table de contrôle, rendant Riley apathique. À la surprise des autres émotions, Joie laisse le contrôle de la table à Tristesse, qui est capable d'enlever l'idée, ce qui réactive la table de contrôle et pousse Riley à rentrer chez elle. Alors que Tristesse réinstalle les souvenirs essentiels, en les rendant tristes, Riley arrive chez elle et tombe en pleurs dans les bras de ses parents, en leur disant que le Minnesota et sa vie d'avant lui manquent. Ses parents la réconfortent et avouent que le Minnesota leur manque tout autant. Joie et Tristesse font marcher la table de contrôle ensemble, ce qui crée un nouveau souvenir essentiel, mi-joyeux, mi-triste, et ainsi une nouvelle île, qui représente l'acceptation de la nouvelle vie à San Francisco de Riley.
Un an plus tard, Riley a 12 ans et s'est adaptée à sa nouvelle maison, s'est fait de nouveaux amis et a retrouvé d'anciens passe-temps tout en en créant de nouveaux. Dans le Quartier cérébral, ses émotions travaillent ensemble sur une toute nouvelle table de contrôle, agrandie pour que chacune ait une place avec en plus un bouton spécial pour la puberté.

## Fiche technique
Sauf indication contraire, les informations mentionnées dans cette section peuvent être confirmées par les bases de données cinématographiques  présentes dans la section « Liens externes ».
- Titre original : Inside Out
- Titre français : Vice-versa

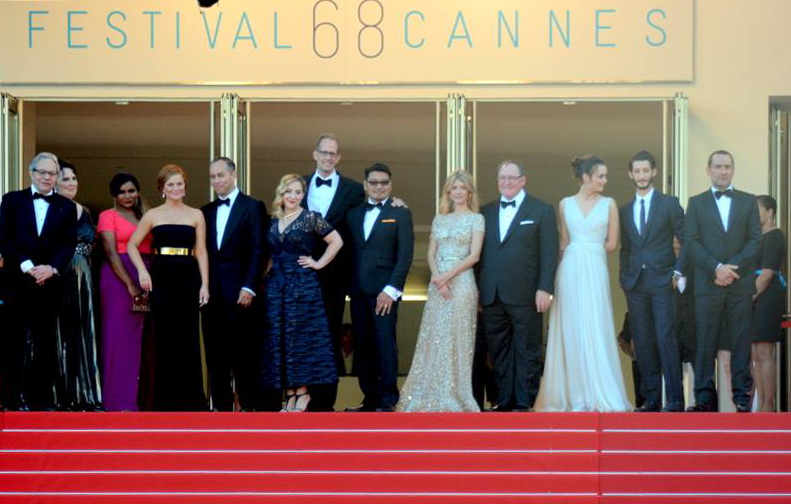
L'équipe du film (VO et VF) au Festival de Cannes 2015.

Logo original du film.

- Titre québécois : Sens dessus dessous
- Réalisation : Pete Docter (coréalisation : Ronnie del Carmen)
- Scénario : Pete Docter, Meg Lefauve (en) et Josh Cooley d’après une histoire originale de Pete Docter et Ronnie Del Carmen
  - Direction d'écriture : Josh Cooley
  - Storyboard : Domee Shi, Jim Capobianco, Valerie LaPointe
- Musique : Michael Giacchino
- Production : Jonas Rivera et John Lasseter (producteur exécutif)
- Sociétés de production : Pixar Animation Studios et Walt Disney Pictures
- Société de distribution : Walt Disney Studios Distribution
- Pays de production :  États-Unis
- Langue originale : anglais
- Format : couleur - Dolby Atmos
- Genre : animation, comédie dramatique
- Durée : 94 minutes
- Dates de sortie :
  - France : 18 mai 2015 (Festival de Cannes) ; 17 juin 2015 (sortie nationale)
  - États-Unis : 4 juin 2015 (Festival de Seattle) ; 9 juin 2015 (Festival de Los Angeles) ; 19 juin 2015 (sortie nationale)
  - Maroc et Tunisie : 17 juin 2015
  - Liban : 18 juin 2015
  - Canada : 19 juin 2015
  - Belgique : 24 juin 2015

## Distribution
Sauf indication contraire, les informations mentionnées dans cette section peuvent être confirmées par les bases de données cinématographiques  présentes dans la section « Liens externes ».

### Voix originales
- Amy Poehler : Joy (Joie)
- Lewis Black : Anger (Colère)
- Mindy Kaling : Disgust (Dégoût)
- Bill Hader : Fear (Peur)
- Phyllis Smith : Sadness (Tristesse)
- Kaitlyn Dias : Riley Andersen
- Diane Lane : Riley's mother (la mère de Riley)
- Kyle MacLachlan : Riley's father (le père de Riley)
- Richard Kind : Bing Bong
- Paula Poundstone : Forgetter Paula (Paula, la femme de mémoire)
- Bobby Moynihan : Forgetter Bobby (Bobby, l'homme de mémoire)
- Paula Pell : Dream Director (réalisateur des rêves) / Mother's Anger (la colère de la mère)
- Lori Alan : Mother's Sadness (la tristesse de la mère)
- Dave Goelz : Subconscious Guard Frank (Frank le garde du subconscient)
- Frank Oz : Subconscious Guard Dave (Dave le garde du subconscient)
- Josh Cooley : Jangles the Clown
- Flea : Mind Worker Cop Jake
- John Ratzenberger : Fritz
- Pete Docter : Father's Anger (la colère du père)
- Carlos Alazraqui : Father's Fear (la peur du père) / Brazilian Helicopter Pilot (le pilote d'hélicoptère brésilien)
- Paris Van Dyke : Meg

### Voix françaises
- Charlotte Le Bon : Joie
- Gilles Lellouche : Colère
- Mélanie Laurent : Dégoût
- Pierre Niney : Peur
- Marilou Berry : Tristesse
- Clara Poincaré : Riley Andersen
- Françoise Cadol : la mère de Riley
- Alexis Victor : le père de Riley
- Didier Gustin : Bing Bong
- Isabelle Leprince : Paula, la femme de mémoire
- Fabrice Lelyon : Bobby, l'homme de mémoire et Fritz
- Emmanuel Jacomy : la colère du père
- Jérémy Prévost : la peur du père
- Emmanuel Garijo : le pilote d'hélicoptère brésilien
- Orphée Silard : Meg
- Donald Reignoux : le petit ami imaginaire
- Vincent Garnier et Yoann Sardet[Note 1] : les pizzas imaginaires et le rat du cauchemar de Riley
- Frédéric Souterelle : l'Ours dans le cauchemar de Riley et un nuage résidant dans la ville du nuage
- Boris Rehlinger : Frank, gardien du subconscient
- Jean-Claude Donda : Dave, gardien du subconscient

### Voix québécoises
- Charlotte Le Bon : Joie
- Sonia Vachon : Tristesse
- Xavier Dolan : Peur
- Édith Cochrane : Dégoût
- Réal Bossé : Colère
- François Sasseville : Bing Bong
- Ludivine Reding : Riley
- Catherine Proulx-Lemay : Maman de Riley
- Patrick Chouinard : Papa de Riley
- Julie Burroughs : Paula, femme de mémoire
- Thiéry Dubé : Bobby, homme de mémoire / Dave, gardien du subconscient
- Catherine Hamann : Directrice des rêves
- Pascale Montreuil : Colère de Maman
- François Godin : Peur de Papa
- Tristan Harvey : Frank, gardien du subconscient
- Guillaume Cyr : Django
- Guillaume Champoux : Policier du cortex
- Maël Davan-Soulas : Fritz
- Elisabeth Forest : Meg
- Pierre-Étienne Rouillard : Pilote d'hélicoptère brésilien
- Stéphane Brulotte : Joie du clown

Source et légende : version française (VF) selon Allociné et version québécoise (VQ) selon la distribution dans le générique de fin.

## Fondements scientifiques du scénario
Le réalisateur du film, Pete Docter, explique avoir initialement dressé une liste de vingt-six émotions utilisables pour le film, avant de se tourner vers la communauté scientifique pour connaitre le nombre réel d’émotions existantes. Devant l’absence de consensus scientifique, l’équipe a choisi de ne garder que cinq des six émotions fondamentales de la théorie de Paul Ekman, un psychologue américain : la joie, la tristesse, la peur, le dégout et la colère (la sixième étant la surprise).

## Production
Les premières images du film ont été présentées au festival international du film d'animation d'Annecy en juin 2014, tout comme le film Disney, Les Nouveaux Héros (Big Hero 6). En juillet 2014, Disney annonce que le film sera accompagné du court métrage Lava.
Un teaser du film est dévoilé pendant le Super Bowl 2015 et annonce le retour de Pixar sur le devant de la scène.
Le 23 juillet 2015, Vice-versa franchit les 500 millions d'USD de recettes à l'international.
En octobre 2015, Disney Publishing Worldwide sort une adaptation en bande dessinée pour plusieurs pays. Elle est publiée France dans la série Hachette Comics. Le scénario est adapté par Alessandro Ferrari et dessiné par Andrea Greppi, Andrea Scoppetta, Arianna Rea, Federico Mancuso et Massimiliano Narciso.

## Bande originale
Albums de Michael Giacchino
Jurassic World: Original Motion Picture Soundtrack
(2015)
La bande originale du film est composée par Michael Giacchino, qui a déjà signé les musiques de huit courts métrages des studios Pixar (L'Homme-orchestre, Passages nuageux, Doug en mission spéciale, George et A.J., Jour Nuit, La Luna, Toy Story : Angoisse au motel et Toy Story : Hors du temps), ainsi que celles de quatre de leurs longs métrages (Les Indestructibles, Ratatouille, Là-haut et Cars 2). Elle sort le 16 juin 2015 en CD et téléchargement numérique.
La chanson thème japonaise est "Itoshi no Riley" by Dreams Come True. Le clip est pris en sandwich entre le court métrage de Lava et le film lui-même lors de sa sortie en salles.
| 1.    | Bundle of Joy                                | 2:48 |
| 2.    | Team Building                                | 2:18 |
| 3.    | Nomanisone Island / National Movers          | 4:20 |
| 4.    | Overcoming Sadness                           | 0:51 |
| 5.    | Free Skating                                 | 0:59 |
| 6.    | First Day of School                          | 2:02 |
| 7.    | Riled Up                                     | 1:02 |
| 8.    | Goofball No Longer                           | 1:11 |
| 9.    | Memory Lanes                                 | 1:22 |
| 10.   | The Forgetters                               | 0:50 |
| 11.   | Chasing the Pink Elephant                    | 1:55 |
| 12.   | Abtract Thought                              | 1:47 |
| 13.   | Imagination Land                             | 1:25 |
| 14.   | Down in the Dumps                            | 1:47 |
| 15.   | Dream Productions                            | 1:43 |
| 16.   | Dream a Little Nightmare                     | 1:50 |
| 17.   | The Subconscious Basement                    | 2:01 |
| 18.   | Escaping the Subconscious                    | 2:09 |
| 19.   | We Can Still Stop Her                        | 2:54 |
| 20.   | Tears of Joy                                 | 3:39 |
| 21.   | Rainbow Flyer                                | 2:58 |
| 22.   | Chasing Down Sadness                         | 1:45 |
| 23.   | Joy Turns to Sadness / A Growing Personality | 7:49 |
| 24.   | The Joy of Credits                           | 8:18 |
| 59:43 |                                              |      |

## Accueil

### Accueil critique
Le film reçoit d'excellentes critiques de la part de la presse. Aux États-Unis, le succès est le même et le site Metacritic, qui recense un total de 55 critiques, lui attribue le score moyen de 94/100, soit le troisième plus haut score de l'année,. Le site spécialisé de référence AllMovie lui donne la note de 4,5/5.
En France, Allociné propose une note moyenne de 4,7/5 à partir de l'interprétation des critiques de presse recensées.

### Box-office
Pour sa troisième semaine d'exploitation, le box-office enregistre 2 200 586 entrées[Où ?]. De plus, aux États-Unis ainsi qu'au Canada il enregistre 245 891 395 de dollars après sa troisième semaine au box-office.
Pour sa quatrième semaine d'exploitation, le box-office enregistre 2 900 269 entrées.
À la fin de son exploitation, le 16 décembre 2015, Vice-versa cumule en France 4 305 748 entrées. Le 29 août 2015, le film Vice-versa récolte 700 millions de dollars américains à l'international.

## Distinctions
Sauf indication contraire, les informations mentionnées dans cette section peuvent être confirmées par les bases de données cinématographiques  présentes dans la section « Liens externes ».

### Récompenses
- Festival du film de Hollywood 2015 : Hollywood Animation Award
- Boston Online Film Critics Association Awards 2015 : meilleur film d'animation
- New York Film Critics Circle Awards 2015 : meilleur film d'animation
- National Board of Review Awards 2015 : meilleur film d'animation
- Golden Globes 2016 : meilleur film d'animation
- Oscars 2016 : meilleur film d'animation
- British Academy Film Awards 2016 : Meilleur film d'animation
- Saturn Awards 2016 : Meilleur film d'animation

### Classement
- Festival international du film de Seattle 2015 : deuxième place des meilleurs films

### Nominations et sélections
- Festival de Cannes 2015 : sélection officielle hors compétition
- Oscars 2016 : meilleur scénario original pour Pete Docter, Meg LeFauve (en), Josh Cooley et Ronnie del Carmen

### Note
1. ↑  Alias « Michel et Michel » de l'émission Faux Raccord sur Allociné.